# جون هيليارد
جون هيليارد (بالإنجليزية: John Hilliard)‏ هو لاعب كرة قدم أمريكية أمريكي، ولد في 16 أبريل 1976 في كوشاتا في الولايات المتحدة.

## وصلات خارجية
- جون هيليارد على موقع مرجع كرة القدم المحترفة.كوم (الإنجليزية)
- جون هيليارد على موقع JustSportsStats.com (الإنجليزية)